# Балушениј Ној (Ботошани)
Балушениј Ној (рум. Bălușenii Noi) насеље је у Румунији у округу Ботошани у општини Балушени. Oпштина се налази на надморској висини од 80 m.

## Становништво
Према подацима из 2002. године у насељу је живело 348 становника.

### Попис2002.
| Расподела становништва по националности 2002.‍ | Расподела становништва по националности 2002.‍ | Расподела становништва по националности 2002.‍ | Расподела становништва по националности 2002.‍ | Расподела становништва по националности 2002.‍ |
| --------------------------------------------- | --------------------------------------------- | --------------------------------------------- | --------------------------------------------- | --------------------------------------------- |
|                                               |                                               |                                               |                                               |                                               |
| Румуни                                        | Румуни                                        |                                               | 305                                           | 87,6%                                         |
| Роми                                          | Роми                                          |                                               | 43                                            | 12,4%                                         |